# كلفن إيتوهو
كلفن إيتوهو (بالإنجليزية: Kelvin Etuhu)‏ (30 مايو 1988 نيجيريا - ) هو لاعب كرة قدم نيجيري، يلعب كمهاجم.

## وصلات خارجية
كلفن إيتوهو على موقع قاعدة بيانات كرة القدم.إي يو (الإنجليزية)
- كلفن إيتوهو على موقع Soccerbase.com (لاعب) (الإنجليزية)
- كلفن إيتوهو على موقع عالم كرة القدم.نت (الإنجليزية)